# 布赖恩·萨维奇
布赖恩·萨维奇（英語：Brian Savage，1971年2月24日—），加拿大男子冰球运动员，场上位置是前锋。他曾代表加拿大国家队参加1994年冬季奥林匹克运动会冰球比赛，获得一枚银牌。